# 定鞭藻門
定鞭藻门（学名：Haptophyta），真核生物，属多貌生物定鞭隐藻类，曾被归类到囊泡藻界。1955年Parke等引入了「定鞭（Haptonema）」来描述细胞顶端的第三根鞭毛，主要特征还有细胞表面包裹鳞片。

## 下属分类
此门有以下纲：
- 巴夫藻纲Pavlovophyceae
- 普林藻纲Prymnesiophyceae

未定纲和目的科：
- 盘星藻科Discoasteridae

未定纲、目、科的属：
- Corbilithus Haq
- Crucirhabdus B.Prins
- Tubirhabdus Prins